# Koppe kuntneri
Espèce
Koppe kuntneri est une espèce d'araignées aranéomorphes de la famille des Liocranidae.

## Distribution
Cette espèce est endémique de Céram aux Moluques en Indonésie. Elle se rencontre entre 380 et 400 m d'altitude dans le parc national de Manusela.

## Description
La femelle holotype mesure 4,75 mm et le mâle paratype 4,70 mm.

## Étymologie
Cette espèce est nommée en l'honneur de Matjaž Kuntner.

## Publication originale
- Deeleman-Reinhold, 2001 : Forest spiders of South East Asia: with a revision of the sac and ground spiders (Araneae: Clubionidae, Corinnidae, Liocranidae, Gnaphosidae, Prodidomidae and Trochanterriidae. Brill, Leiden, p. 1-591.